# Южный мамонт

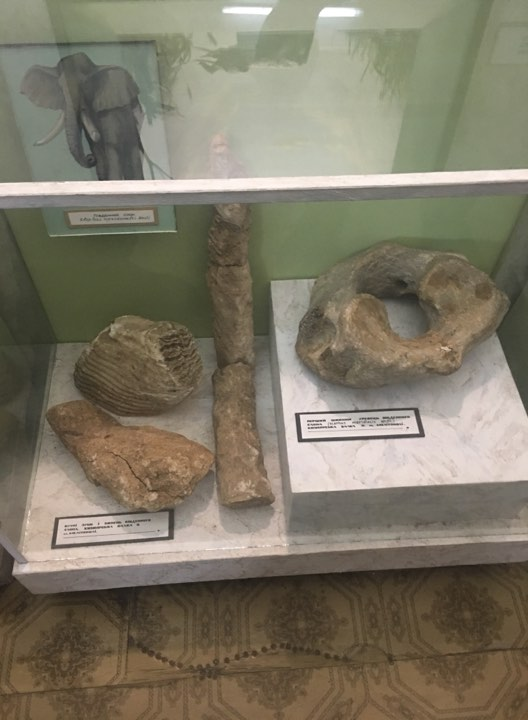

Южный мамонт или южный слон (лат. Mammuthus meridionalis) — вымерший вид млекопитающих семейства слоновые (Elephantidae). Определяется в современной систематике как представитель рода мамонтов. Учёный Ф. Нести, первым описавший этот вид, поначалу предполагал более близкое родство с современными слонами, дав ему название Elephas meridionalis.

## Общее описание
У этого вида были относительно широкие боковые зубы и мощные бивни длиной почти 4 м с характерной для мамонтов завинченной формой. В среднем самцы были высотой 4 м в плече и массой 10—13 тонн. Наиболее крупные экземпляры предположительно достигали высоты 5 м и массы до 20 тонн. Имел ли он, как более поздние сородичи, шерсть, пока неизвестно.
Южный мамонт был одним из более древних видов мамонтов и жил в раннем плейстоцене от 2,6 до 0,7 миллиона лет назад. Он первым покинул африканскую родину мамонтов, проникнув в Евразию и около 1,8—1,5 миллиона лет назад проник через естественный мост в Северную Америку. От американской ветви произошёл и колумбийский мамонт, а также его подвид (или отдельный вид) императорский мамонт (Mammuthus imperator). Из южного мамонта развились более поздние виды, среди которых постепенно заместивший его в среднем плейстоцене крупнейший степной мамонт или трогонтериевый слон и происходящий от него хазарский мамонт — переходная форма к шерстистому мамонту. В качестве предков южного мамонта, палеонтологи рассматривают два африканских вида Mammuthus africanavus и Mammuthus subplanifrons. Сферой обитания южного мамонта были открытые степные и лесные пространства юга Евразии и Северной Америки, где в раннем плейстоцене, около 2 — 1,3 миллиона лет назад, царил тёплый и влажный субтропический или умеренный климат. На территории Южной Европы южный мамонт в конце раннего плейстоцена сосуществовал с несколькими видами слонов рода Palaeoloxodon, бегемотами, древними лошадьми и оленями, саблезубыми кошками гомотериями, а также архаичными людьми.
Последние исследования палеоДНК показывают, что американский колумбийский мамонт, вероятно, произошёл от степного мамонта или близкого к нему вида, мигрировавшего в Америку через Берингию в конце раннего плейстоцена, а не от южного мамонта.

## Экспозиции
В настоящее время обнаружено семь относительно полных скелетов южного слона, из них пять экспонируются в смонтированном виде, с частичной реконструкцией, в различных музеях Европы. Тремя скелетами располагают музеи России, два находятся в музеях Италии и по одному — во Франции и Сербии:
| Фото | Год обнаружения | место обнаружения                                                                         | Место выставки                                         | Описание                                                                                       |
| ---- | --------------- | ----------------------------------------------------------------------------------------- | ------------------------------------------------------ | ---------------------------------------------------------------------------------------------- |
|      | 1825            | Италия                                                                                    | Национальный музей палеонтологии, Париж                | комплектный смонтированный скелет                                                              |
|      | 1941            | окрестности города Приморск, Запорожская область, УССР                                    | Санкт-Петербургский зоологический музей РАН            | Ногайский слон, комплектный смонтированный скелет                                              |
|      |                 | Грузия                                                                                    | Тбилисский институт палеобиологии                      | фрагменты скелета                                                                              |
|      | 1962            | Георгиевский карьер, Ставропольский край, РСФСР                                           | Ставропольский краеведческий музей                     | комплектный смонтированный скелет (самец, получил имя Архип, предположительно прожил 60 лет)   |
|      | 2007            | рядом с поселком Равнинным возле Новотроицкого водохранилища, Ставропольский край, Россия | Ставропольский краеведческий музей                     | комплектный смонтированный скелет (самка, получила имя Нюша, предположительный прожила 45 лет) |
|      | 1953            | окрестности Фильине-Вальдарно, Тоскана, Италия                                            | Музей естественной истории, Флоренция                  | комплектный смонтированный скелет                                                              |
|      | 1954            | Скоппито, Италия                                                                          | Национальный музей Абруццо (Museo Nazionale d’Abruzzo) | комплектный смонтированный скелет                                                              |
|      |                 |                                                                                           | Музей города Монтеварки, Ареццо, Италия                | фрагменты скелета                                                                              |
|      | 2001            | западный склон горы Даирмандаг близ Мингечаура, Азербайджан                               | Музей естественной истории, Баку, Азербайджан          | череп и фрагменты скелета                                                                      |
|      | 2009            | Костолац, Сербия                                                                          | Археологический институт Сербии, Белград               | комплектный скелет                                                                             |
|      | 2013            | Верхний Курп, Кабардино-Балкария, Россия                                                  |                                                        | раскопки                                                                                       |

## Подвиды
- Mammuthus meridionalis gromovi
- Mammuthus meridionalis meridionalis
- Mammuthus meridionalis vestinus

## Галерея

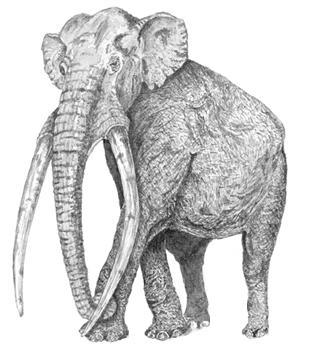
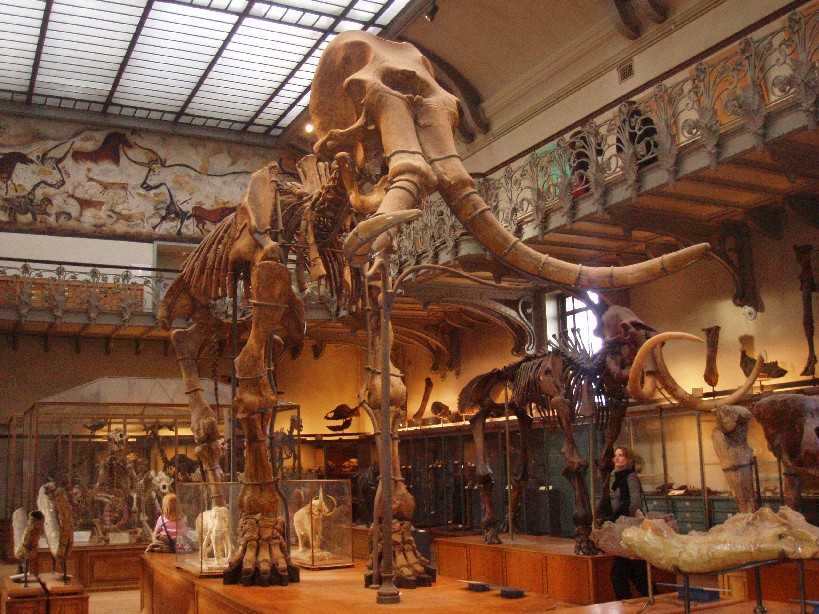
Париж
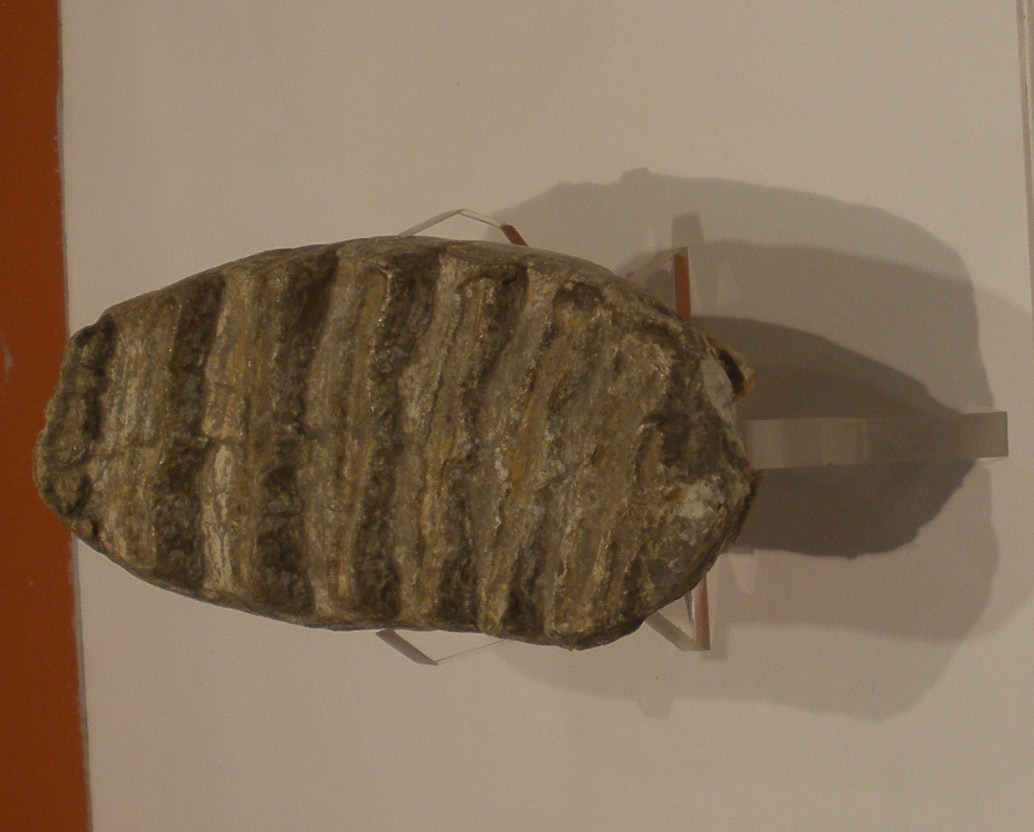
Коренной зуб южного слона
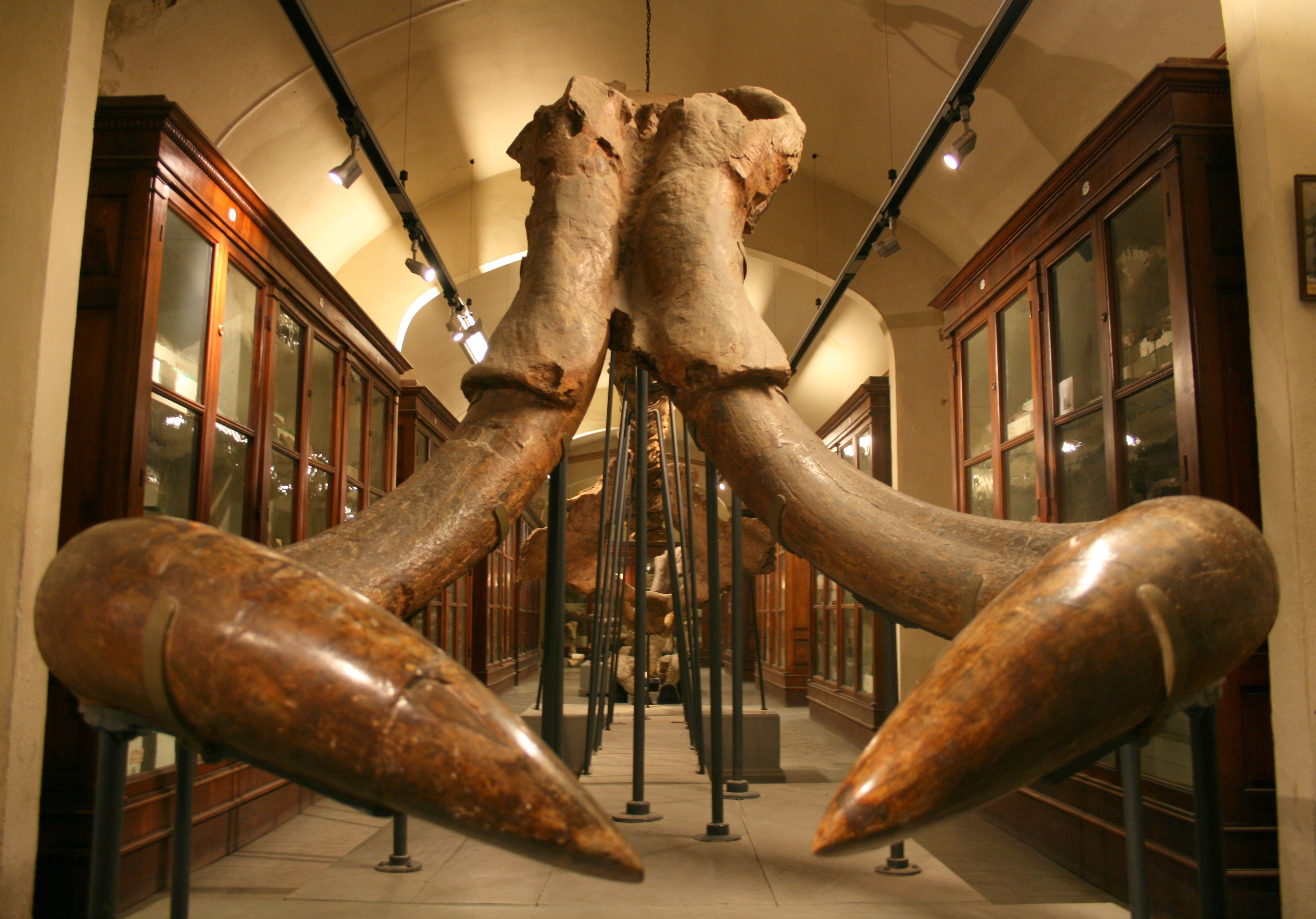
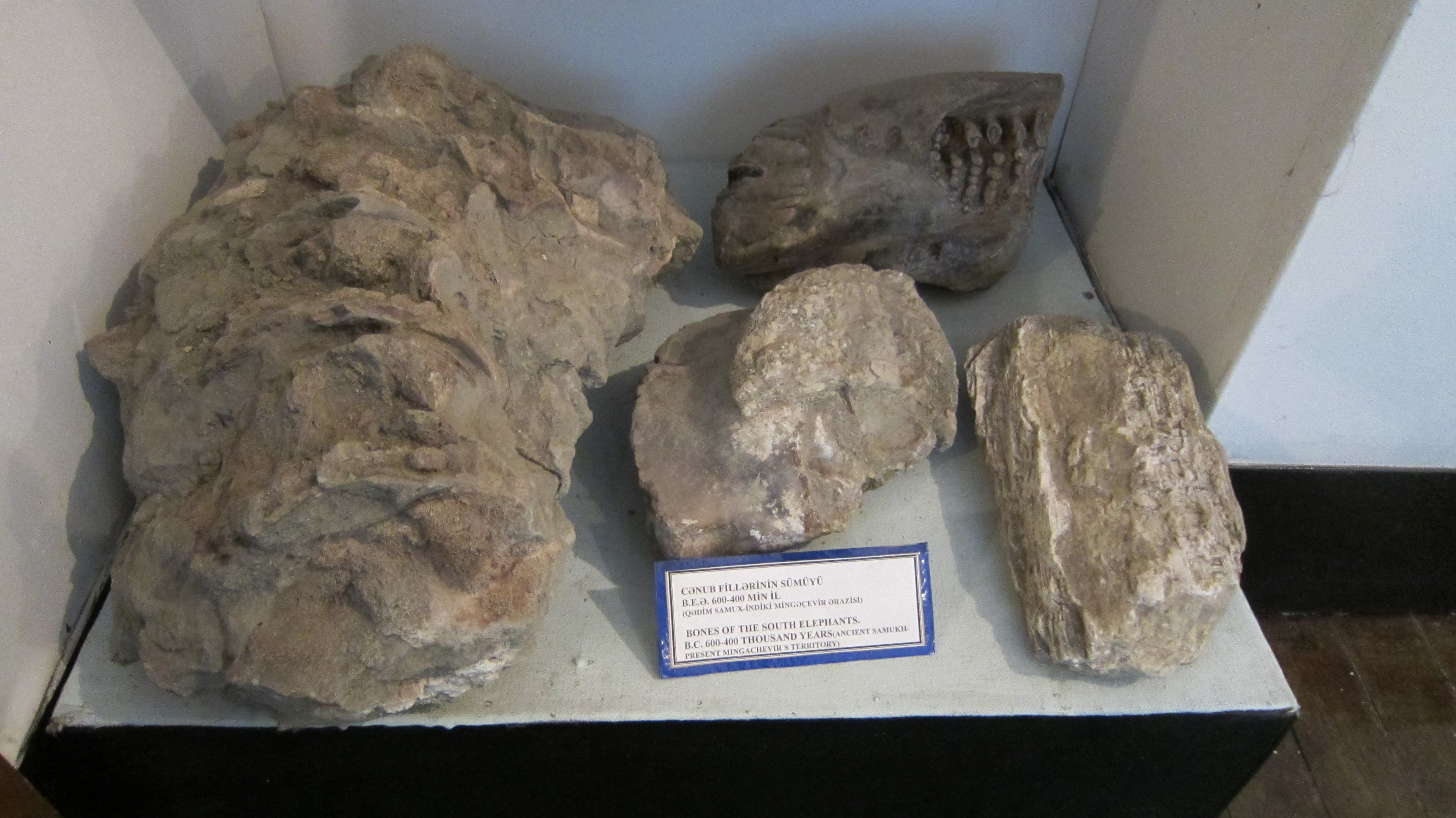
Останки южного слона, обнаруженные в Мингечевире. Музей истории Мингечевира, Мингечевир
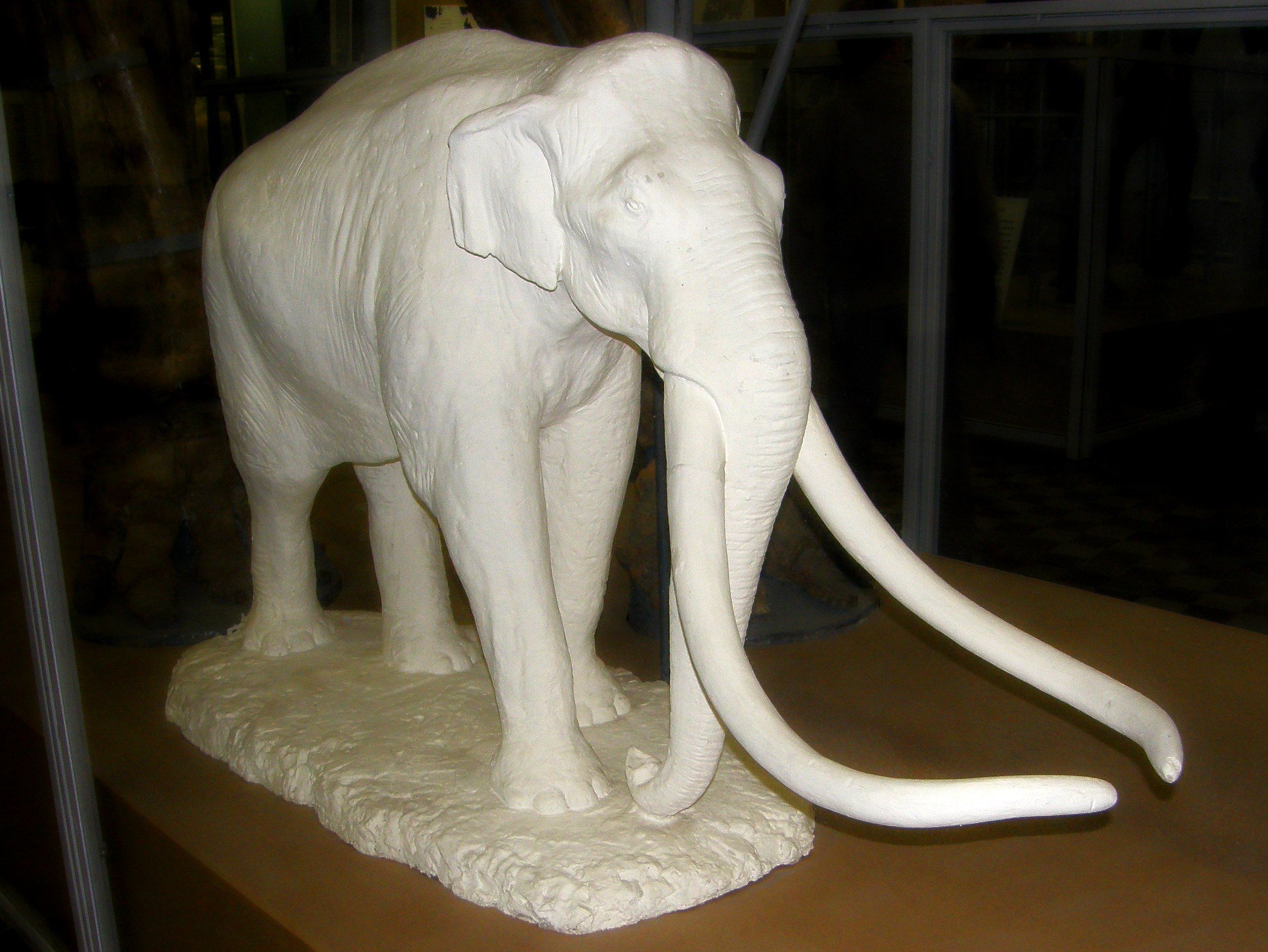
Скульптура южного слона в Зоологическом музее Санкт-Петербурга